# Ernst Wilhelm Horn
Ernst Wilhelm Horn (* 1732/33 in Wilnau in der Altmark; † 17. April 1812 in Braunschweig) war ein deutscher Architekt des Spätbarock.

## Leben
Horn ist seit 1760 in Braunschweig nachweisbar, in welchem Jahr er an Bauarbeiten am Autorshof als Ingenieur in Diensten der Kammer beteiligt war. Er war seit 1766 als Steuereinnehmer und ab 1780 als Oberzahlmeister tätig. Weiterhin übte er baupolizeiliche Aufgaben aus. Er starb 1812 in Braunschweig.

## Werk

Armenkrankenhaus, Wendentor, 1780, Kupferstich von Anton August Beck

Sein Hauptwerk stellt der von 1763 bis 1764 errichtete Bau des Kammergebäudes gegenüber der Martinikirche dar, welches die herzogliche Finanzverwaltung beherbergte. Zwischen 1773 und 1785 baute Horn das mittelalterliche Neustadtrathaus um, das eine frühklassizistische Fassade erhielt. Weitere Werke sind das 1780 in der Wilhelmstraße entstandene Armenkrankenhaus, die zwischen 1789 und 1792 in der Turnierstraße errichteten Gebäude der Alerdschen Stiftung, der von 1797 bis 1801 gebaute Druckereiflügel des Waisenhauses Hinter Liebfrauen und die vor 1789 errichteten, nicht erhaltenen Altarbauten im Chor der Andreaskirche.